# 헬무트 쉐크
헬무트 막스 쉐크 (Helmut Max Schoeck) (그라츠, 1922년 7월 3일 - 비스바덴 근처 1992년 2월 2일)는 오스트리아 - 독일의 사회학자이자 『시기 (猜忌) : 사회 행동론 (Der Neid : Eine Theorie der Gesellschaft)』의 작가로 가장 잘 알려져 있다.